# El Hamdania
El Hamdania (în arabă الحمدانية) este o comună din provincia Médéa, Algeria.
Populația comunei este de 1.264 de locuitori (2008).